# Совхоза Будьонновець
Совхо́за Будьо́нновець (рос. Совхоза Будённовец) — селище у складі Дмитровського міського округу Московської області, Росія.
Стара назва — селище Совхоза «Будьонновець».

## Населення
Населення — 1268 осіб (2010; 1172 у 2002).
Національний склад (станом на 2002 рік):
- росіяни — 96 %